# 糠平站

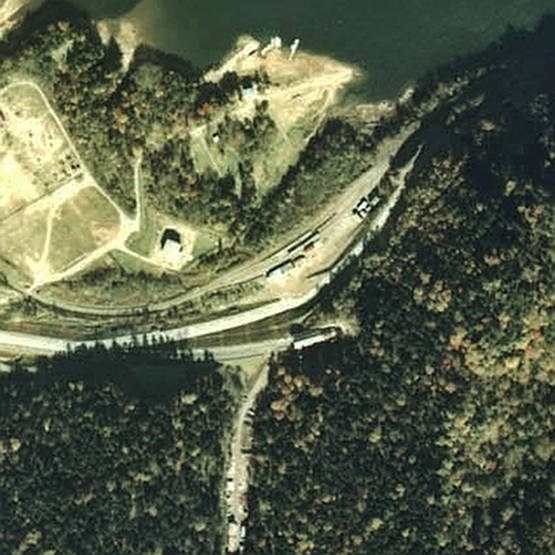
1977年的糠平站與方圓約500米範圍。左邊是十勝三股方向。車站附近設有一個180度彎位。車站左上方有一個湖泊。

糠平站（日语：／ Nukabira eki */?）是位於北海道河東郡上士幌町字糠平，日本國有鐵道（國鐵）的士幌線車站（廢站）。隨著士幌線全線廢線，車站在1987年（昭和62年）3月23日廢除。

## 歷史
- 1937年（昭和12年）
  - 9月26日 - 士幌線清水谷站至此站之間開通，此站啟用。當時為一般車站。（當時車站距離清水谷10.3公里，距離幌加9.9公里）[1]
  - 同年設置了帶廣營林區署糠平儲木場。
- 1938年（昭和13年） - 鋪設專用線至儲木場，全長350米。
- 1939年（昭和14年）11月18日 - 此站至十勝三股站之間開通，成為中途站[2]。
- 1955年（昭和30年）8月1日 - 由於建設糠平大壩，車站需要遷移。里程也因此改變（車站距離清水谷變為10.9公里，距離幌加11.6公里）[1]。
- 1970年（昭和45年）9月10日 - 結束處理車載貨物[1][2]。
- 1974年（昭和49年）10月1日 - 結束處理貨物[1][2]。
- 1978年（昭和53年）12月25日 - 此站至十勝三股站之間的列車服務暫停[1]。改由委托上士幌的士安排小巴進行代行運輸。在暫停鐵路服務後，名義上該區間仍然是一條鐵路線，車站還存在。該區間的車站仍然記載在國鐵時間表上。但是直至廢除一刻，該區間再沒有列車行走，事實上已經為廢線。
- 1984年（昭和59年）2月1日 - 結束行李起卸[1][2]。
- 1987年（昭和62年）3月23日 - 士幌線全線廢除，此站也廢除[1]。改為巴士服務[2]。

## 車站構造
車站大樓位於站內西邊（十勝三股方向的列車的話是在左手邊）。站內設有1面2線的島式月台，車站大樓前設有1條路軌，車站後方設有數條貨物專用的副本線。站外靠近十勝三股一方的右邊設有由營林署管轄的堆場，車站設有專用線延伸至該處。
在遷移後的車站大樓是位於站內南邊（十勝三股方向的列車的話是在左手邊）。站內設有1面2線的的島式月台，車站大樓前設有貨物用副本線，車站後方設有引込線。

## 站名的由來
車站名稱源自阿伊努語的「ノッカ・ピラ」，其意思是異形懸崖。在音更川沿岸懸崖上有一塊像人形的岩石而得名。該岩石現時已經沉在糠平大壩的湖底，已經看不見。

## 車站周邊與現況
現時，車站遺址建設了上士幌町鐵道資料館。
- 國道273號
- 糠平源泉鄉（日语：ぬかびら温泉）
- 十勝巴士（日语：十勝バス）糠平詢問處
  - 士幌線帶廣方向替代巴士「糠平營業所前」巴士站
  - 旭川方向North Liner三國號（日语：ノースライナー (北海道)）（士幌線十勝三股方向替代巴士服務）「糠平溫泉」巴士站

關於糠平以北的替代巴士服務。在路線廢除後，由於除了糠平地區外，已經幾乎沒有人居住，人口十分少的原故，負責代行巴士的上士幌的士之巴士班次每年減少。在末時只剩下1往返班次。路線更在2003年9月取消，於同年10月，行走於帶廣 - 糠平 - 旭川之間的城際巴士North Liner三國號新設十勝三股巴士站和幌加温泉入巴士站，以填補相關地區的交通服務。

## 相鄰車站
日本國有鐵道
士幌線
黑石平－（電力所前臨時乘降場）－（糠平大壩臨時乘降場）－糠平－幌加
- 在開設代行巴士時，糠平至幌加之間新設了滑雪場入口巴士站，但是該站沒有在時間表上記載。

## 注腳
1. 1 2 3 4 5 6 7  停車場変遷大事典 国鉄・JR編 Ⅱ JTB 1998年10月發行
2. 1 2 3 4 5  JR釧路支社「鉄道百年の歩み」平成13年12月發行。
3. ↑  在昭和26年版《全國專用線一覧》中，帶廣營林局的側線長300米。